# 小虎耳草
小虎耳草（学名：Saxifraga parva）为虎耳草科虎耳草属下的一个种。

## 扩展阅读
- 維基物種上的相關：小虎耳草